# Battaglia di Le Quesnoy (1568)
La battaglia di Le Quesnoy venne combattuta il 12 novembre 1568 a Le Quesnoy, in Francia, tra gli spagnoli e le forze ribelli olandesi.

## Antefatto
Nell'ottobre del 1568, Guglielmo d'Orange aveva invaso i Paesi Bassi spagnoli con un esercito di entità considerevole. Malgrado la cattura di diverse città fortificate, non riuscì a battere significativamente l'esercito spagnolo comandato dal duca d'Alba. Compiendo manovre per raggiungere l'esercito ugonotto proveniente dalla Francia, il principe d'Orange perse la sua retroguardia nella battaglia di Jodoigne.
Il 23 o 24 ottobre, presso Wavre, l'esercito olandese incontrò le forze dei protestanti ugonotti provenienti dalla Francia e guidati da François d'Hangest. L'esercito era composto da 2000 fanti e 500 cavalieri. I francesi erano comandati da François d'Hangest e dal signore di Morvilliers, assistiti dai baroni di Ranty, Mouy, Autricourt, Desternay, Requires, e la Personne. Il comandante della fanteria francese era il capitano Poyet.

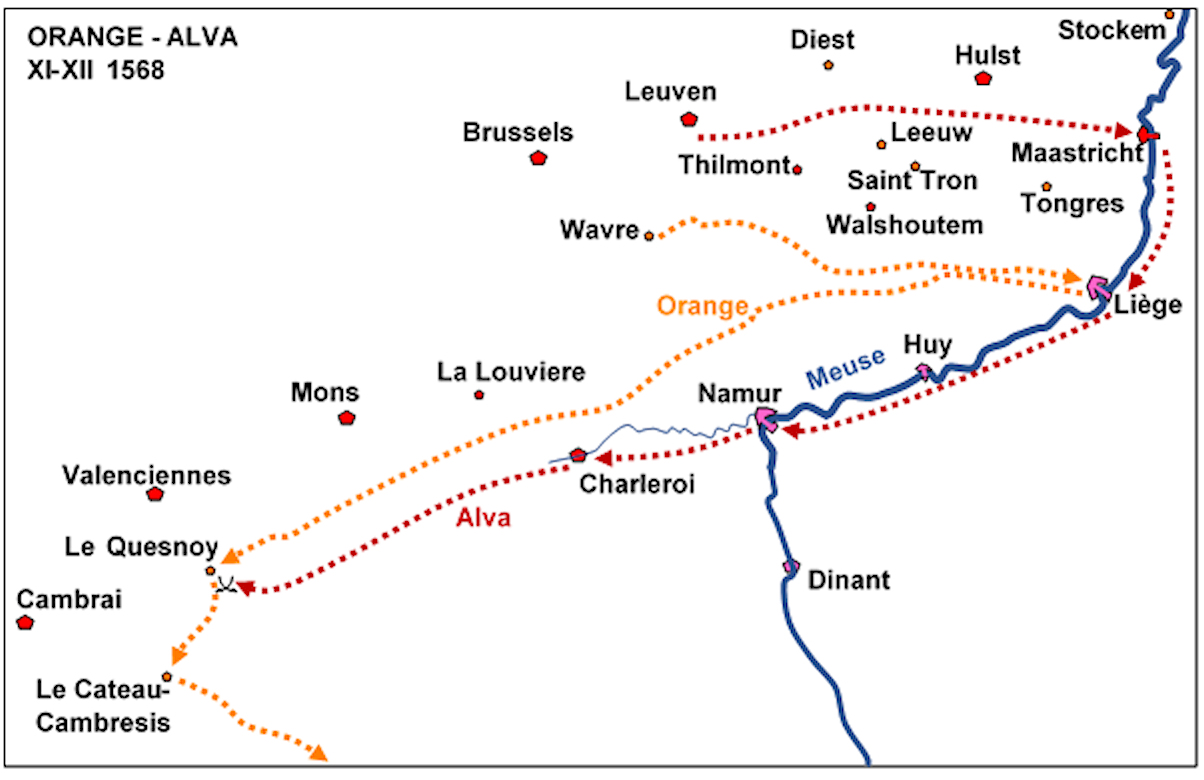
Mappa della campagna condotta dal principe d'Orange contro il duca d'Alba tra novembre e dicembre del 1568

L'esercito del principe d'Orange era perlopiù composto da mercenari tedeschi che, con l'approssimarsi dell'inverno, richiedevano sempre più insistentemente di fare ritorno in patria. Il fiume Mosa si era ingrossato notevolmente con l'avvento della stagione fredda e poteva pertanto essere attraversato unicamente utilizzando i ponti, i quali erano ad ogni modo controllati tutti dalle truppe del duca d'Alba o del principe-vescovo di Liegi, Gerard van Groesbeeck.
Il 3 novembre 1568, Guglielmo d'Oranga si accampò appena fuori dalla città di Liegi. Il principe-vescovo Gerard van Groesbeeck, aveva già fatto sapere che non avrebbe permesso il passaggio delle truppe olandesi nei suoi territori. L'esercito olandese saccheggiò alcuni monasteri e chiese riscatti. Groesbeck, dal canto suo, si appellò al duca d'Alba richiedendo aiuto ed inizialmente quest'ultimo rinforzò Liegi con delle compagnie di valloni che dislocò anche presso la vicina città di Huy. Il principe d'Orange, sempre speranzoso di riuscire ad ottenere la sottomissione della città di Liegi, schierò le sue truppe ed assaltò la capitale del vescovato il 4 e 5 dicembre, ma quando seppe che il grosso dell'esercito del duca d'Alba si stava avvicinando, abbandonò l'assedio la mattina del 5 dicembre.
L'unica opzione per Guglielmo d'Orange era di marciare a sudovest nella Contea di Hainaut, inseguito come sempre dall'armata spagnola del duca d'Alba.

## La battaglia
Appena fuori dalla città di Le Quesnoy (o tra Quesnoy e Cambrai) il 12 novembre 1568, l'esercito di Guglielmo d'Orange alla fine ebbe l'opportunità di combattere contro quello spagnoloy.
Gli spagnoli vennero sconfitti contro ogni previsione. Il comandante spagnolo, Sancho Dávila y Daza, assieme ai uoi ufficiali Francois de Tolede e Ruy de Lopez rimasero feriti nello scontro ed il figlio del duca d'Alba, don Rufille Henriquez, morì sul campo. La città fortificata di Le Quesnoy accolse Guglielmo d'Orange, ma alcuni giorni dopo venne presa dagli spagnoli. L'Orange perse ulteriori truppe nell'attacco alla vicina città fortificata di Le Cateau-Cambrésis venendo sconfitto.

## Conseguenze
Il 17 novembre, l'esercito del duca d'Alba entrò a Le Cateau-Cambrésis e le truppe del principe d'Orange dovettero spostarsi nell'attuale Francia, marciando nelle regioni della Piccardia, dello Champagne e della Lorena per raggiungere Strasburgo.
In questa città, Guglielmo d'Orange licenziò gran parte dei suoi uomini, pagando così le sue truppe anche a costo di vendere i propri cannoni, le proprie stoviglie in argento e mettendo ipoteche su alcune delle proprie terre. Con questa reputazione rimasta intatta, l'Orange poté tornare nei Paesi Bassi e proseguire poi gli ultimi anni della guerra sempre come valente generale.
Il passo successivo del principe d'Orange fu quello di organizzare un esercito di 1200 cavalieri guidati dal conte palatino Wolfgang di Zweibrücken che stava supportando gli ugonotti nel corso della terza guerra di religione in Francia.